# Шаалали, Гелен
Гилан Шаалани (араб. غيلان الشعلالي‎; родился 28 февраля 1994, Мануба, Тунис) — тунисский футболист, полузащитник клуба «Эсперанс (Тунис)» и сборной Туниса. Участник чемпионата мира 2018 года.

## Клубная карьера
Шаалани — воспитанник клуба «Эсперанс». 19 октября 2014 года в матче против «Метлаоуи» он дебютировал в чемпионате Туниса. 9 ноября в поединке против «Этуаль дю Сахель» Гилан забил свой первый гол за «Эсперанс». В составе клуба Шаалани дважды выиграл чемпионат и завоевал Кубок Туниса.

## Международная карьера
1 сентября 2017 года в отборочном матче чемпионата мира 2018 против сборной ДР Конго Шаалани дебютировал за сборную Туниса. В этом же поединке он забил свой первый гол за национальную команду.
В 2018 году Шаалали принял участие в чемпионате мира в России. На турнире он сыграл в матче против команды Панамы.

### Голы за сборную Туниса
| #   | Дата            | Место                             | Противник | Счёт | Результат | Соревнование                     |
| --- | --------------- | --------------------------------- | --------- | ---- | --------- | -------------------------------- |
| 01. | 5 сентября 2017 | Олимпийский стадион, Радес, Тунис | ДР Конго  | 2:1  | 2:1       | Чемпионат мира 2018 квалификация |

## Достижения
Командные
 «Эсперанс»
- Чемпионат Туниса по футболу — 2016/17, 2017/18, 2020/21, 2021/22
- Победитель Арабской лиги чемпионов — 2017
- Обладатель Кубка Туниса — 2016